# 澳門理工大學

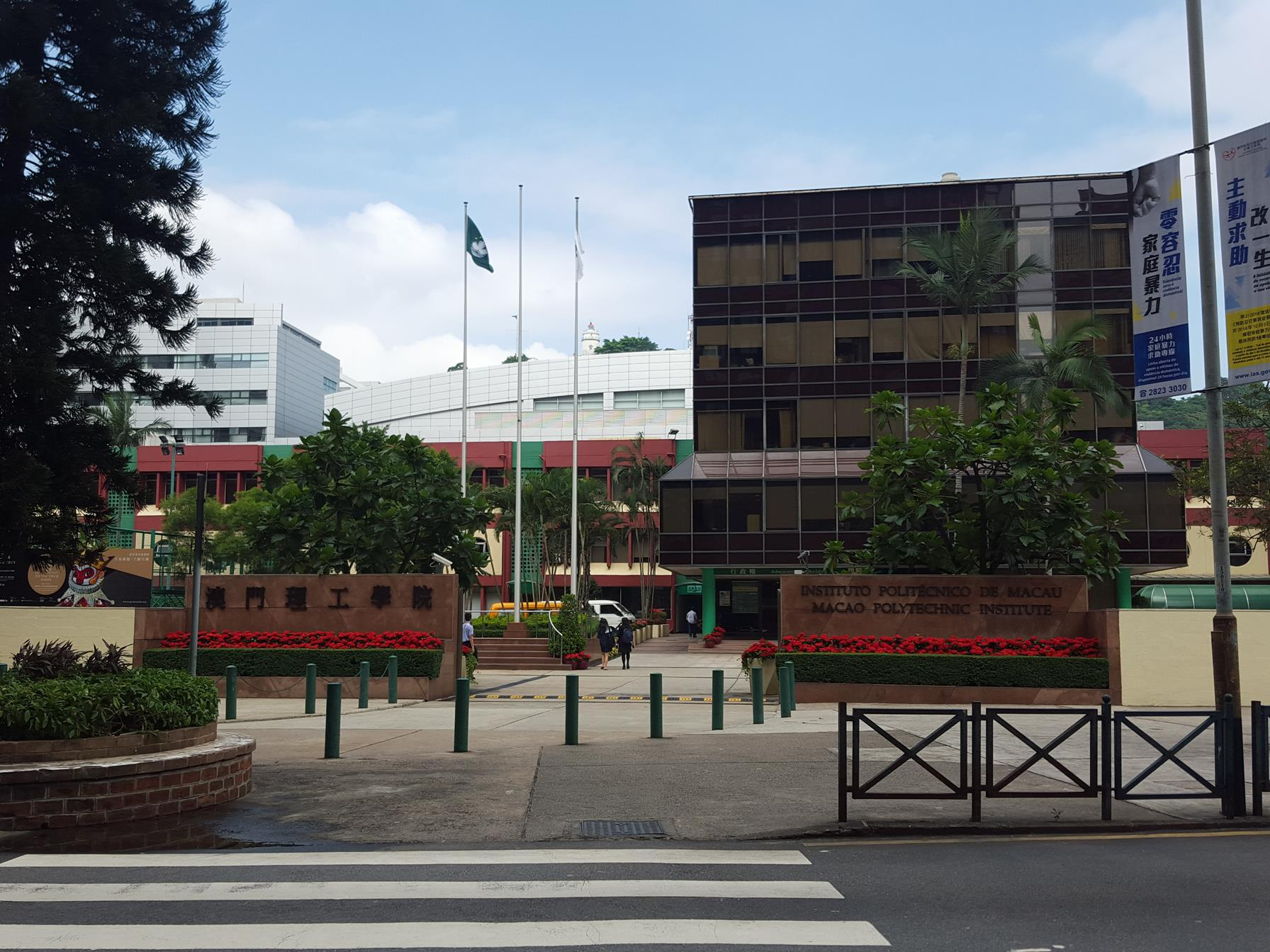
主校部正門（現因興建新大樓而暫時拆除）

澳門理工大學（葡萄牙語：Universidade Politécnica de Macau），簡稱“理大”，創立於1981年，前身為東亞大學理工學院，於1991年改為澳門理工學院（葡萄牙語：Instituto Politécnico de Macau），於2022年3月1日正式更為現名。縮寫或，是澳門一所公立、多學科、應用型的大學。大學以“普專兼擅，中西融通”為校訓，以“教學與科研並重”為方針，以“紮根澳門，背靠祖國，面向世界，爭創一流”為理念。
該大學設有應用科學學院、健康科學及體育學院、語言及翻譯學院、藝術及設計學院、人文及社會科學學院、管理科學學院，建立多元化的學科體系，開辦藝術文創、資訊科技、工商管理、公共管理、社會服務、健康醫學、體育科學、語言翻譯等不同範疇的學士、碩士及博士學位課程，致力培育具全球視野的高素質專業人才。大學積極推展各項學術評鑑工作，優化教育素質。在院校評鑑上，大學以“充滿信心”的評級，成為澳門首家通過英國高等教育質量保障局評鑑的大學。在課程評鑑上，已先後在不同學術領域通過國家教育部高等教育教學評估中心、葡萄牙高等教育評鑑機構、英國高等教育質量保障局、英國工程委員會、英國工程技術學會、新西蘭大學學術質量評鑑局，以及香港學術及職業資歷評審局等權威組織的課程評鑑及專業認證。同時，大学也是澳門首家榮獲“國家級教學成果獎”、全國唯一三度獲得“亞太教育質量獎”的高等院校，優秀的教育素質備受國際認可。
由澳門特別行政區發佈的2022年財政年度施政報告中提到，澳門理工大學將致力發展成亞太地區領先的應用型大學。

## 歷史

### 東亞大學時期
最初為澳門東亞大學下設的理工學院，成立於1981年。

### 澳門理工學院時期

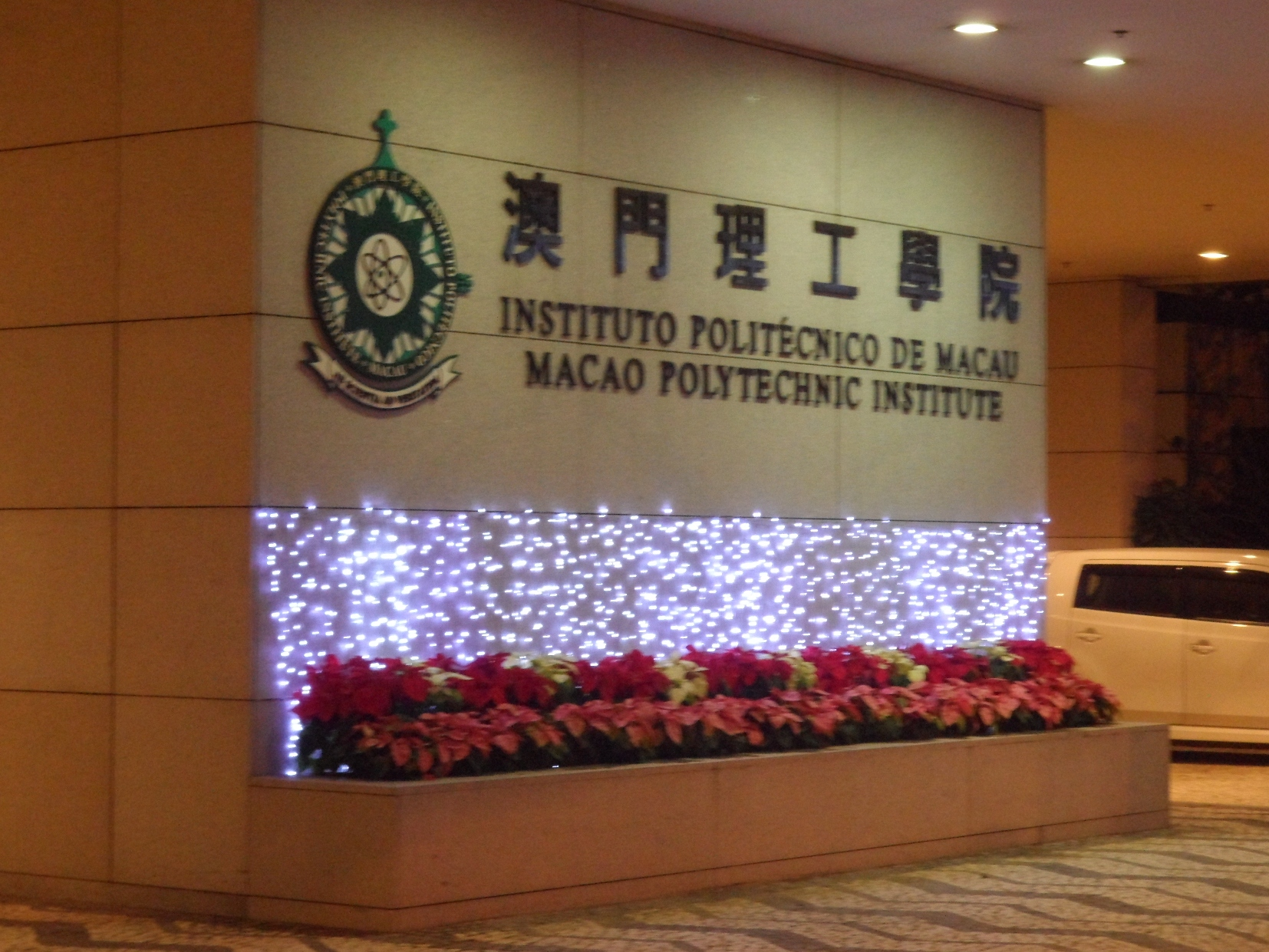
澳門理工大學

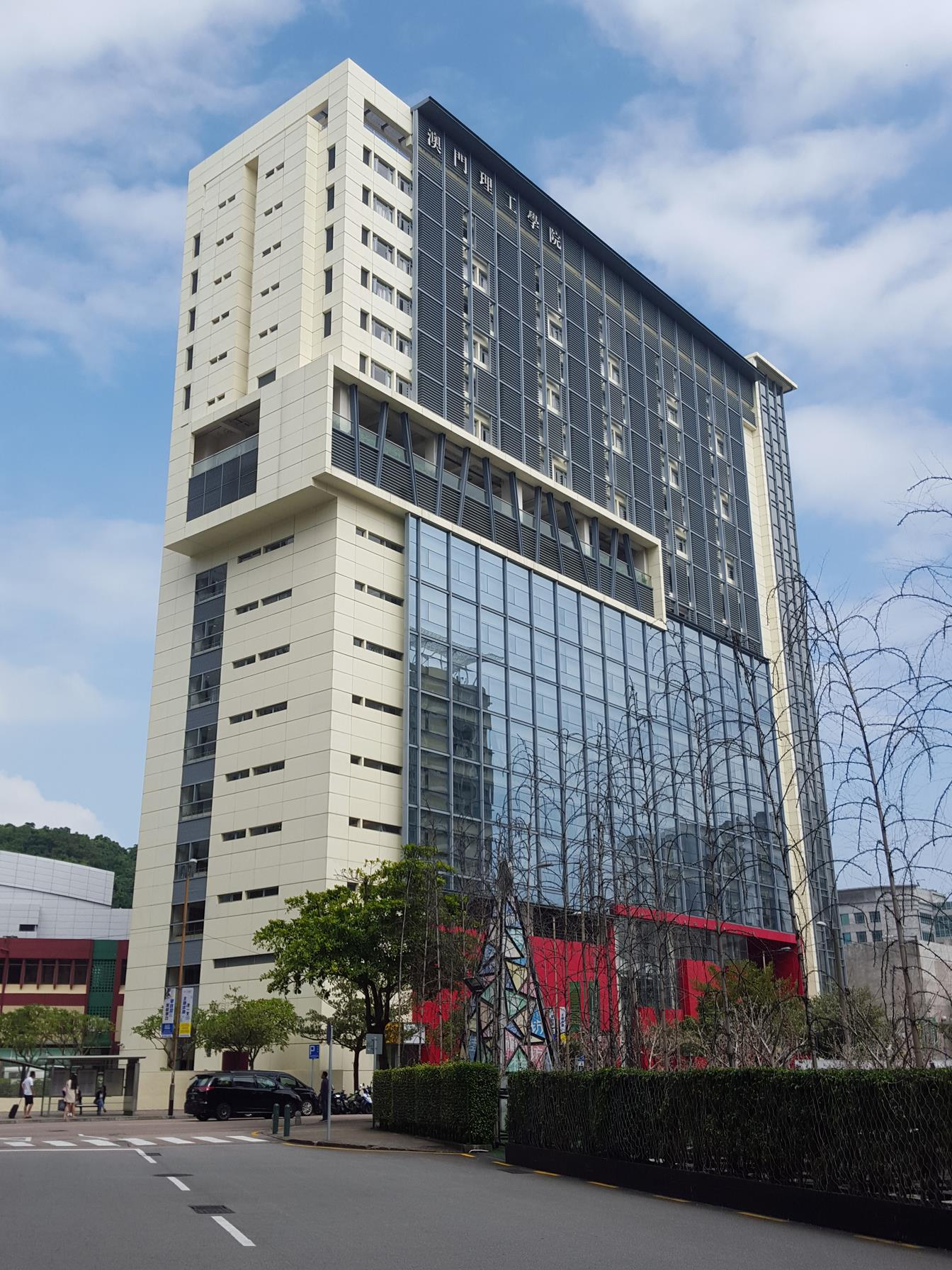
主校部明德樓

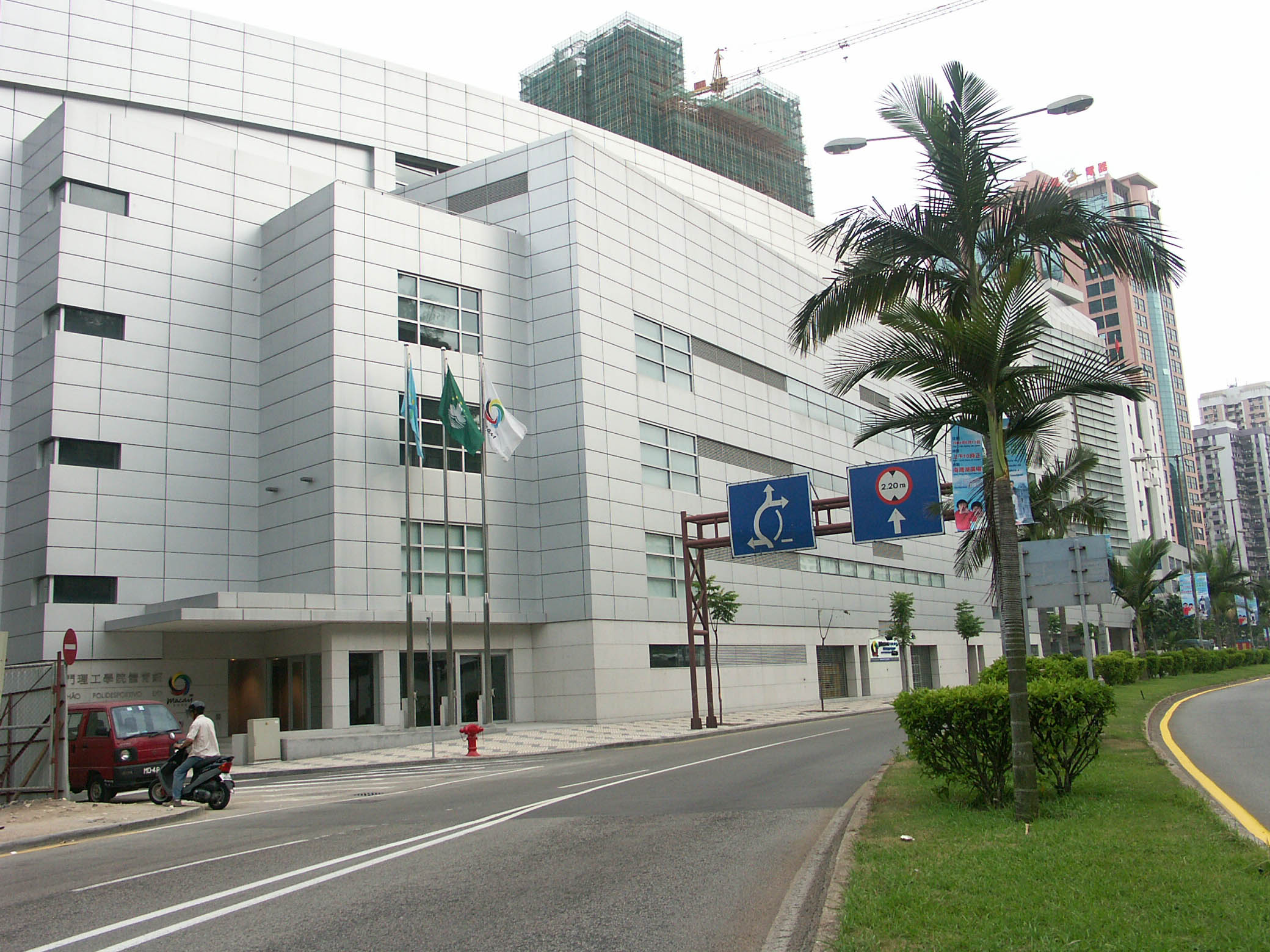
澳門理工大學體育館

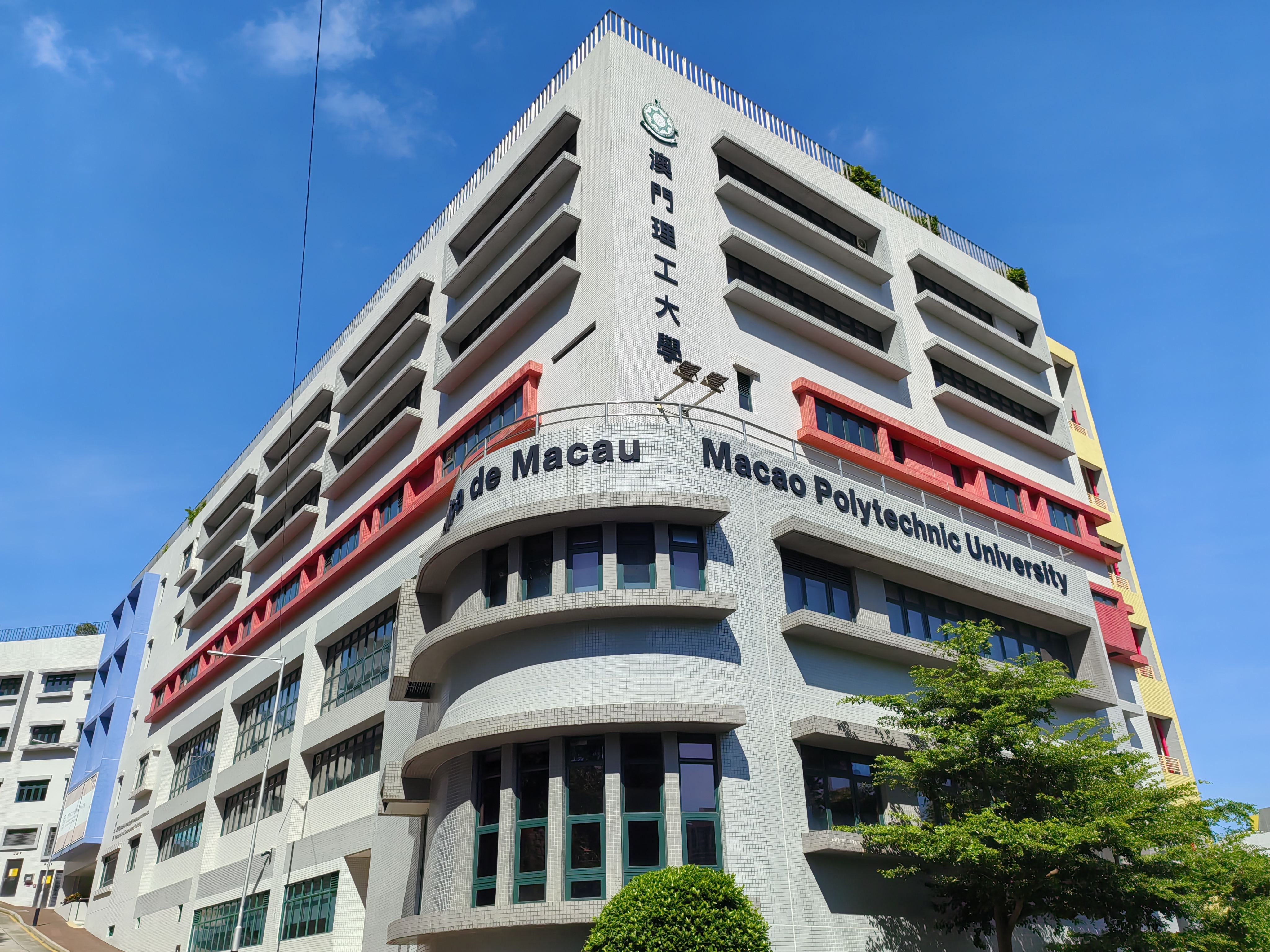
澳門理工大學氹仔校區

隨著東亞大學一分為三，澳門理工學院於1991年正式成立，由若干個具有公立辦學歷史的學校組成，包括華務司技術學校、公共行政培訓中心、視覺藝術學院和衛生司技術學校，1992年遷至東曦閣校址。於1999年遷至高美士街現校址（前利宵中學校舍）至今。

### 澳門理工大學時期
2021年11月16日，澳門特別行政區行政長官賀一誠發表澳門特別行政區政府2022年財政年度施政報告，宣佈本學院將更名為澳門理工大學。2022年2月25日，澳門特別行政區行政會完成討論《修改第28/2019號行政法規〈澳門理工學院章程〉》行政法規草案，相關行政法規於2022年3月1日起生效，澳門理工學院亦於當天正式更名為澳門理工大學，原各高等學校更名為學院。
2024年2月5日，澳門立法會細則性表決通過《澳門理工大學法律制度》。同月19日，澳門特區政府在公報公佈第3/2024號法律《澳門理工大學法律制度》，新法律制度於同年4月1日起生效。

## 概況
目前，在澳門理工大學攻讀全日制學位課程的學生近6,000人。此外，大學每年為1萬多人次的各類人員提供不同類型的培訓課程，並與美國加州大學洛杉磯分校、英國倫敦大學瑪麗皇后學院、葡萄牙里斯本大學、科英布拉大學、雷利亞理工大學、澳洲蒙納許大學、意大利博洛尼亞大學、北京大學、北京語言大學、北京體育大學、國家行政學院、中國文化大學、中央美術學院、上海體育大學、中山大學、中山醫學大學、臺灣藝術大學、香港理工大學、香港浸會大學等合辦碩士及博士學位課程。
澳門理工大學與海內外知名大學及機構簽署合作協議，在美國、英國、葡萄牙、澳洲、巴西，以及中國內地、香港及台灣等多個國家及地區，開展交流研習與實習計劃，拓闊學生視野，提升競爭能力。隨着辦學質量和學術影響力的不斷提高，大學每年均吸引來自美洲、歐洲、亞洲、非洲等世界各地的留學生前來學習。學生組成的國際化、師資團隊的國際化，以及學術交流的國際化，推動多元文化融合，構建國際化校園。
在中葡英翻譯、創新科技、博彩管理、藝術文創等重點領域上，大學加大科研投入，並與美國加州大學洛杉磯分校、英國倫敦大學瑪麗皇后學院、葡萄牙里斯本大學、科英布拉大學、意大利博洛尼亞大學、北京語言大學、中山大學等聯繫緊密，組建研究中心、實驗室、創新實踐基地，協力培養高素質的科研人才，舉辦學術活動，開展深入研究，共建高層次的創新成果。至今，大學的研究成果已獲多項中國發明專利，以及在澳門、中國內地，乃至葡萄牙、意大利、法國、泰國等公共部門或高等院校中廣泛應用。

## 校區

### 主校部
位於澳門高美士街，前身為利宵中學校舍，於1999年啟用。行政樓為澳門理工大學主要辦公地點，包括財務處和接待處等。致遠樓為理工大學的教學樓，其中澳門理工大學長者書院澳門校區設於該大樓地面層，二樓為語言及翻譯學院及人文及社會科學學院，三樓為理大—新濠博彩及娛樂資訊技術研發中心、理大—UCLA普適計算聯合研究中心。2002年為配合2005年東亞運動會舉行，包括興建一座體育館和一座綜合樓，其後綜合樓命名為匯智樓，於2003年10月30日啟用；匯智樓一樓設有食堂和演講廳，現時澳門理工大學圖書館總館設於匯智樓二樓和三樓。
明德樓於2010年建成，地面層設有星光書店，其中位於地面層內的由著名雕塑家、中國雕塑院院長吳為山塑造的孔子像於2014年6月17日揭幕，“理工學院吳為山教授雕塑室”同日起遷往明德樓大堂。大樓之目的是紓緩理大前身理工學院校園空間不足的問題，設於主校部東側範圍內，興建一棟教學連學生宿舍的綜合大樓。政府在2003年為配合防止SARS應對措施，將理工學院轄下的高等衛生學校遷出，期間遷往並暫時租用新口岸獲多利大廈五樓作臨時校舍，同年理工提出興建新校舍大樓。大樓樓高17層，地下設有兩個大堂入口，三至十層分別為教職員辦公室、課室、實驗室以及休憩活動空間，十一至十六層為可容納三百人的學生宿舍，新大樓內還設有餐廳、停車場、書局等。
目前，主校部正在興建總部新圖書館及辦公大樓，於2020年9月15日舉行動工典禮。作為第五屆澳門特區政府成立後首座興建的高等教育教研大樓，樓高15層連地庫停車場，參照國際標準的教研大樓設計，大樓設有研究生教研設施、圖書館、多功能演講廳、語言教室、教研及行政辦公設施，大樓涵蓋人才培養、科技創新和社會服務三大職能，大樓預計2024年落成投入使用。

### 氹仔校區
2013年10月，澳理大前身理工學院向政府申請使用位於氹仔徐日昇寅公馬路澳門大學舊校園。
2014年8月18日，高等教育輔助辦公室對原澳門大學東亞樓宿舍包括供理工學院無償借用，相關措施為期一個學年。隨後東亞樓於2015年全面交還給澳門旅遊學院作學生宿舍，以及在餘下樓層規劃作為課室、辦公室和學生活動空間等。
2014年11月14日，澳門特別行政區政府高等教育輔助辦公室宣佈行政長官決定澳大舊址各項設施除作分配，其中理工學院獲分配澳門大學舊校園內的珍禧樓、研發大樓、方潤華教學中心／學生中心、第二座宿舍、第三座宿舍。
2016年1月29日，澳門理工學院正式遷入澳大舊校園內，並命名為澳門理工學院氹仔校區，原來租賃黑沙環工業中心的文化創意產業教學暨研究中心首先搬入氹仔校區投入使用，而葡語教學暨研究中心、博彩教學暨研究中心亦後續遷入，同時結束理工學院租借場地辦學的歷史。

### 星海校區
位於新口岸栢林街，前稱「星海豪庭校區」，為藝術高等學校（現藝術及設計學院）使用。自藝術高等學校遷往氹仔校區後，現時為人文及社會科學學院使用。

### 電力公司大樓校區
位於馬交石炮台馬路，現屬大學之持續教育中心、中西文化研究所和社會經濟與公共政策研究所的所在地點。主要作為持續教育中心提供之課程使用。

### 松樹尾校區
2019年11月20日，位於氹仔律政司街松樹尾社區中心一樓的長者書院氹仔校區落成啟用，校區毗鄰官也街。

## 組織

### 管治機關
| 校監       | 岑浩輝先生 |
| 校董會主席 | 崔世昌博士 |
| 校長       | 嚴肇基教授 |
| 副校長     | 李雁蓮博士 |
| 秘書長     | 李惠芳女士 |

### 歷任校長（自澳門理工大學時期起）[25]
| 任数   | 任职者      | 任期                     |
| ------ | ----------- | ------------------------ |
| 第一任 | 嚴肇基 教授 | 校長（2022年3月1日至今） |

## 學院/學術單位與其開辦之課程
| 應用科學學院                                                                         | 健康科學及體育學院 | 語言及翻譯學院                                                                                       | 藝術及設計學院                                                                      |
| ------------------------------------------------------------------------------------ | --- | --- | ----------------------------------------------------------------------------------- |
| - 電腦學學士學位課程 - 人工智能理學士學位課程 - 中國與葡語系國家經貿關係學士學位課程 | - 體育教育學士學位課程 - 生物醫學技術理學士學位課程（檢驗技術） - 生物醫學技術理學士學位課程（藥劑技術） - 言語語言治療理學士學位課程              | - 中葡/葡中翻譯學士學位課程 - 中英翻譯學士學位課程 - 國際漢語教育學士學位課程 - 葡萄牙語學士學位課程 | - 設計學士學位課程 - 視覺藝術學士學位課程 - 音樂學士學位課程 - 媒體藝術學士學位課程 |
| 人文及社會科學學院                                                                   | 管理科學學院 | 北京大學醫學部——澳門理工大學護理書院                                                                 |                                                                                     |
| - 社會工作學學士學位課程 - 公共行政學學士學位課程                                    | - 會計學學士學位課程 - 電子商務學士學位課程 - 管理學學士學位課程 - 工商管理學士學位課程（市場學專業） - 工商管理學士學位課程（博彩與娛樂管理專業） | - 護理學學士學位課程                                                                                 |                                                                                     |

| 應用科學學院 | 健康科學及體育學院                                                                                                | 語言及翻譯學院                                      | 藝術及設計學院         |
| --- | --- | --------------------------------------------------- | ---------------------- |
| - 大數據與物聯網碩士學位課程 - 教育技術與創新博士學位課程 - 人工智能藥物發現博士學位課程 - 計算機應用技術博士學位課程 | - 運動及體育碩士學位課程 - 護理學碩士學位課程                                                                     | - 中葡筆譯暨傳譯碩士學位課程 - 葡萄牙語博士學位課程 | 跨領域藝術碩士學位課程 |
| 人文及社會科學學院 | 管理科學學院 |                                                     |                        |
| - 公共管理碩士學位課程 - 教育碩士學位課程（文化傳播與教育） - 文化遺產與人類學博士學位課程 - 公共政策博士學位課程     | - 金融與數據分析理學碩士學位課程 - 工商管理碩士學位課程 - 工商管理碩士學位課程（博彩管理） - 工商管理博士學位課程 |                                                     |                        |

## 各中心/研究所
- “一國兩制”研究中心
- 博彩旅遊教學及研究中心
- 葡語教學及研究中心
- 機器翻譯暨人工智能應用技術教育部工程研究中心
- 教與學中心
- 持續教育中心
- 長者書院
- 北京大學醫學部——澳門理工大學護理書院
- 中葡英機器翻譯聯合實驗室
- 理大-貝爾英語中心
- 澳門語言文化研究中心（由澳門理工大學與北京語言大學、教育部語言文字應用研究所合作建立）
- 文化創意產業教學及研究中心
- 理大-UCLA普適計算聯合研究中心
- 理大-新濠博彩及娛樂資訊技術研發中心
- 理大-科英布拉大學智慧城市先進技術聯合實驗室
- 中西文化研究所
- 社會經濟及公共政策研究所
- 人工智能藥物發現中心
- 國際葡萄牙語培訓中心
- 澳門理工大學-中山大學博彩研究中心
- 澳門理工大學-中山大學博士後創新實踐基地
- 澳門理工大學-SUZOHAPP亞洲博彩科技實驗室
- 理大-BMM博彩技術檢測中心

## 國際認可

### 院校評鑑
2014年2月13日，大學以「Confidence」（充滿信心）的評級通過英國高等教育質量保障局的院校評鑑，級別相當於優秀學府，與牛津大學、倫敦大學瑪麗王后大學等共享殊榮。
2022年7月29日，大學通過英國高等教育質量保障局的國際素質核證和院校認證評鑑，辧學水平滿足歐洲國際高教素質保證（ESG）的十項指標，其中，在發展學生科研和創新方面以及其全方位的人才培養模式，獲評為優良作業嘉許。

### 學術評審及專業認證
大學有大部分課程均通過國際機構的學術評審／專業認證：
| 通過學術評審／認證的課程 | 認可／評審機構 |
| --- | --- |
| - 電腦學學士學位課程 - 大數據與物聯網碩士學位課程 | - 英國工程技術學會（IET） 通過IET學術評鑑，獲《華盛頓協定》及《悉尼協定》成員承認，畢業生具國際認可工程師專業資格所要求的學歷。 - 英國工程委員會（Engineering Council） 通過英國工程委員會學術評審。                  |
| - 公共行政學學士學位課程（葡文） - 中葡/葡中翻譯學士學位課程 - 生物醫學技術理學士學位課程（檢驗技術） - 生物醫學技術理學士學位課程（藥劑技術） - 管理學學士學位課程 - 葡萄牙語學士學位課程 - 葡萄牙語博士學位課程 | - 葡萄牙高等教育評估和認可局（A3ES） 通過A3ES學術評審。 |
| - 會計學學士學位課程 | - 澳洲註冊會計師公會（CPA Australia） - 英國特許公認會計師公會（ACCA） 獲ACCA及CPA Australia專業認證，畢業生獲豁免ACCA其中九科考試及CPA全部六科基本考試。 - 香港學術及職業資歷評審局（HKCAAVQ） 通過HKCAAVQ學術評審。 |
| - 社會工作學學士學位課程 - 工商管理學士學位課程（博彩與娛樂管理專業） | - 香港學術及職業資歷評審局（HKCAAVQ） 通過HKCAAVQ學術評審。 |
| - 電子商務學士學位課程 | - 美國電子商務協會（ICECC） 獲ICECC專業認證，畢業生具備申請成為其公認電子商務師（Certified E-Commerce Consultant）的專業資格。                                                                                        |
| - 中英翻譯學士學位課程 | - 新西蘭大學學術質量評鑑局（AQA） 通過AQA學術評審。 |
| - 護理學學士學位課程 | - 英國高等教育質量保證局（QAA） 通過QAA國際課程評審。 - 葡萄牙高等教育評估和認可局（A3ES） 通過A3ES學術評審。 |
| - 音樂學士學位課程 - 視覺藝術學士學位課程 - 設計學士學位課程 - 體育教育學士學位課程 | - 台灣高等教育評鑑中心（HEEACT） 通過HEEACT學術評審。 |
| - 公共行政學學士學位課程（中文） | - 國家教育部教育質量評估中心（EQEA）（前國家教育部高等教育評估中心（HEEC）） 通過EQEA（前HEEC）課程評審。 |
| - 工商管理學士學位課程（博彩與娛樂管理專業） - 工商管理碩士學位課程 | - 聯合國世界旅遊組織教育質量認證（UN Tourism TedQual） |

### 其他認可
2015年、2017年，獲頒授「最佳內部質量保證獎」（Best/Model Internal QA Award）
2022年，獲頒授「新冠肺炎大流行時期教學質量保證最佳實踐」（Best Practice of QA during COVID pandemic）
2018年高等教育國家級教學成果獎二等獎
2022年高等教育（本科）國家級教學成果獎二等獎
在艾瑞深中國校友會網發布的《中國大學評價研究報告》中，大學於2017年至2022年連續獲評為四星級大學，躋身中國高水平大學。
澳門理工大學在2026年QS世界大学排名（QS World University Rankings）中排名第901-950名
，2025年亞洲大学排名第451-460名。澳門理工大學在2025年泰晤士高等教育（Times Higher Education, THE）世界大學影響力排行榜（World University Impact Rankings）總榜全球排名第301至400名。

## 校友
- 小肥（歌手）
- 陳慧敏（歌手）
- 倪力（歌手）
- 古淖文（歌手、主持人、香港電視廣播有限公司歌唱選秀節目《中年好聲音2》冠軍）
- 關安娜（2008年度澳門小姐競選亞軍得主）
- 朱焯信（澳門著名設計師）
- 百強（澳門著名藝術家及音樂人）
- 賈瑞（澳門武術運動員，曾為澳門奪得歷史性首面亞運會金牌）
- 許朗（澳門業餘三項鐵人運動員、亞運會銅牌得主）
- 吳國權（澳門首位職業拳擊手）
- 黃俊華（澳門武術運動員，亞運會金牌得主）
- 李禕（澳門武術運動員，亞運會金牌得主）

## 外部連結
- 澳門理工大學（官方網站）